# 黄柏乡 (德兴市)
黄柏乡，是中华人民共和国江西省上饶市德兴市下辖的一个乡镇级行政单位。

## 行政区划
黄柏乡下辖以下地区：
黄柏村、油榨村、洋田村、锦坑村、尚和村、胡家村、苏家村、港西村、长田村、宋家村和炉湾村。